# Хан кызы (песня)
Хан кызы (от тат. Хан кызы, баш. Хан ҡыҙы — ханская дочь) — татарская и башкирская народная песня. Распространена на территории Башкортостана, Самарской, Саратовской и Оренбургской областей, Западной Сибири, а также у нагайбакских татар.

## История
Возникновение «Хан кызы» относят к периоду до XVI века.
Впервые записана в 1964 году Н.Д.Шункаровым от Салимы Сулеймановой в деревне Исламгулово и С.А.Галиным от Асмандияра Янышева в деревне Култай-Каран Альшеевского района Башкирии (обе — Миякинский район РБ).
Уникальный вариант приикских татар был записан Мухаметзяновым Р.М. в 1971 году от жительницы села Слак Альшеевского района Башкирии Хазиахметовой Латифы (1901 г.р.).
В 1984 году от Мотыйгуллы Амирова (1906 г.р.) в деревне Сафаровка Дергачевского района Саратовской области.
Первоначально опубликована в варианте, записанном в 1991 году от Мукадисы Загидуллиной в деревне Имелеево Самарской области, в сб. Р.С.Сулейманова “Башҡорт халыҡ моңдары” (1991; “Башкирские народные мелодии”).
Среди исполнителей Ф.А.Кильдиярова, Г.Г.Хамзин.
Обработка песни осуществлена С.Р.Сальмановым для хора а cappella.
Эта игровая песня, распространенная в свое время у некоторых тюркских народов, в том числе у татар, проживающих в разных регионах, была связана со свадебным обрядом. Учитывая, что раньше молодожены часто не виделись друг с другом до свадьбы, либо существовал обычай скрывать девушку, видеться с ней открыто или тайно было запрещено, шутливые куплеты этой обрядовой песни парень и девушка произносили друг другу через закрытую дверь. Парень почитая свою будущую супругу, в песне называл её «дочерью хана».

## Сюжет
В песне «Хан кызы» звучит диалог дочери хана, отличающейся  неземной красотой и пытливостью ума, и юноши, построенный в вопросно ответной форме. По преданию, в древние времена жила очень красивая дочь хана, сердце которой никому ещё не удавалось покорить. Однажды появился смелый джигит. Придя к красавице, он исполнил хвалебную песню в её честь, девушка тоже ответила ему песней. Между молодыми людьми возникло взаимное чувство любви.

## Текст

### На башкирском
- Хан ҡыҙы, ас ишегең, мин керәйем,
Һинең буйың зифа, тиҙәр, мин күрәйем.
- Минең буйым күреп, һиңә ниҙәр файҙа,
Ағиҙелдә буй-буй ҡамыш күрмәнеңме? 
- Хан ҡыҙы, ас ишегең, мин керәйем,
Һинең йөҙөң нурлы, тиҙәр, мин күрәйем.
- Минең йөҙөм күреп, һиңә ниҙәр файҙа,
Һауалағы тулған айҙы күрмәнеңме? 
- Хан ҡыҙы, ас ишегең, мин керәйем,
Һинең сәсең ҡара, тиҙәр, мин күрәйем.
- Минең сәсем күреп, һиңә ниҙәр файҙа,
Баҙарҙарҙа ҡара ебәк күрмәнеңме? 
- Хан ҡыҙы, ас ишегең, мин керәйем,
Һинең тешең ап-аҡ, тиҙәр, мин күрәйем.
- Минең тешем күреп, һиңә ниҙәр файҙа,
Сауҙагәрҙә ынйы-мәрйен күрмәнеңме?

### На татарском
Вариант саратовских татар:
- Хан кызы, ач ишегең, бән керәем,
Буең зифа дип әйтәләр, бән күрәем.
– Бәнем буем зифалыкны күрү белән
Нинди дәртләр бирер икән тормышында?
Вариант томских татар:
- Хан кызы, ач ишегең, мин керәем.
Синең сачең кара диләр, мин күрәем.
- Минем сачем сиңа күреп, нидер файда?
Күрмәдеңме җегетләрдә кара юрга?
Вариант приикских татар:
– Хан кызы, ач ишеген, мин керәем.
Синең буең зифа диләр, мин күрәем.
– Минем буем зифа булса, нә диярсең,
Бакчадагы алмагачны күрмәдеңме?
– Хан кызы, ач ишегең, мин керәем.
Синең йөзең нурлы диләр, мин күрәем.
– Минем йөзем нурлы булса, нә диярсең,
Айның ундүрт кичәсени күрмәдеңме?
– Хан кызы, ач ишегең, мин керәем.
Синең тәнең йомшак диләр, мин күрәем.
– Минем тәнем йомшак булса, нә диярсең,
Сатучыда ак мамыкны күрмәдеңме?
– Хан кызы, ач ишегең, мин керәем.
Синең тәнең ап-ак диләр,мин күрәем.
– Минем тәнем ап-ак булса, нә диярсең,
–Су өстендә ап-ак күбек, күрмәдеңме?
Вариант нагайбакских татар:
- Хан кызы, ач ишегеңне, мин керəем,
Синең йөзең матур дилəр, мин күрəем.
- Минем йөзем матурлыгын ай күрмəемсең,
Җиргə чыккан кояшларны ай күрмəемсең.
- Хан кызы, ач ишегеңне, мин керəем,
Синең буең зиба дилəр, мин күрəем.
- Минем буйның зибалыгын белмəемсең,
Урманда үскəн наратларны күрмəемсең.
- Хан кызы, ач ишегеңне, мин керəем,
Синең чəчен бөдрə дилəр, мин күрəем.
- Минем чəчнең бөдрəлеген белмəемсең,
Һавадагы ак болытны күрмəемсең.
- Хан кызы, ач ишегеңне, мин керəем,
Синең күзең кара дилəр, мин күрəем.
- Минем күзнең каралыгын белмəемсең,
Урманда үскəн шомыртларны күрмəемсең.